# Батмановское сельское поселение
Батма́новское се́льское поселе́ние — муниципальное образование в составе Кинешемского района Ивановской области.
Административный центр — село Батманы.

## Символика
Герб и флаг Батмановского сельского поселения внесены в Государственный геральдический регистр РФ 30 марта 2023 года.

## География
Расположено в юго-западной части Кинешемского района. Граничит на севере с Луговским сельским поселением, на юге с Шилекшинским сельским поселением, на востоке с Решемским сельским поселением, на западе с Горковским сельским поселением Кинешемского района и с Вичугским районом.
Населенные пункты поселения расположены на расстоянии от 1 км до 15 км от административного центра Батмановского поселения, села Батманы.
Общая площадь поселения составляет 19 200 га, в том числе:
- площадь земель сельских населенных пунктов — 1193 га;
- лесные площади — 40 га
- площади под древесно-кустарниковой растительностью, не входящие в лесной фонд — 11 га;
- водоёмы — 3 га[3].

## История
До революции Батманы были большим торговым селом в составе Никитинской волости. В волости находилось большое число мелких и крупных сапоговаляльных заводов. Они производили широкий ассортимент товаров — варежки, онучное сукно, шорные, кожаные, гончарные изделия. В базарные дни в Батманы съезжались тысячи людей из ближней и дальней округи.
Октябрьская революция была встречена мирно. В декабре 1930 года в Батманах были созданы колхозы. Постепенно хозяйства развивались, появлялась техника, строились животноводческие помещения, жилые дома, учреждения культуры и здравоохранения.
Батмановское сельское поселение образовано 25 февраля 2005 года в соответствии с Законом Ивановской области № 42-ОЗ. В его состав вошли населённые пункты упразднённого Батмановского сельского округа (сельсовета).

## Население
| 2002  | 2010  | 2011  | 2012  | 2013  | 2014  | 2015  |
| ----- | ----- | ----- | ----- | ----- | ----- | ----- |
| 1914  | ↘1223 | ↘1219 | ↘1176 | ↘1150 | ↘1094 | ↗1103 |
| 2016  | 2017  | 2018  | 2019  | 2020  | 2021  |       |
| ↘1048 | ↗1055 | ↘1039 | ↘1009 | ↘938  | ↗1060 |       |

## Состав сельского поселения
| №  | Населённый пункт | Тип населённого пункта       | Население |
| -- | ---------------- | ---------------------------- | --------- |
| 1  | Антипино         | деревня                      | 19        |
| 2  | Аристово         | деревня                      | 0         |
| 3  | Батманы          | село, административный центр | ↘307      |
| 4  | Бородино         | деревня                      | 0         |
| 5  | Варашино         | деревня                      | 0         |
| 6  | Вахутки          | деревня                      | 183       |
| 7  | Воронино         | деревня                      | 0         |
| 8  | Головинская      | деревня                      | 143       |
| 9  | Горбово          | деревня                      | 2         |
| 10 | Горки Большие    | деревня                      | 28        |
| 11 | Гришинская       | деревня                      | 0         |
| 12 | Денисово         | деревня                      | 0         |
| 13 | Добрыниха        | деревня                      | 10        |
| 14 | Закусихино       | деревня                      | 163       |
| 15 | Замостная        | деревня                      | 0         |
| 16 | Зуиха            | деревня                      | 13        |
| 17 | Кислячиха        | деревня                      | 23        |
| 18 | Кобылино         | деревня                      | ↘0        |
| 19 | Кочи             | деревня                      | 4         |
| 20 | Красники         | деревня                      | 1         |
| 21 | Крутицы          | деревня                      | 5         |
| 22 | Кузнечиха        | деревня                      | 17        |
| 23 | Лагуниха         | деревня                      | 261       |
| 24 | Линды            | деревня                      | 10        |
| 25 | Макарово         | деревня                      | 0         |
| 26 | Наумиха          | деревня                      | 0         |
| 27 | Ногинская        | деревня                      | ↘12       |
| 28 | Подкурново       | деревня                      | 0         |
| 29 | Пырьево          | деревня                      | 0         |
| 30 | Пятериково       | деревня                      | 0         |
| 31 | Рогуши           | деревня                      | 0         |
| 32 | Сидоровская      | деревня                      | 13        |
| 33 | Тимониха         | деревня                      | 5         |
| 34 | Филинская        | деревня                      | 0         |
| 35 | Шилово           | деревня                      | 4         |

## Социальная инфраструктура
В сельском поселении действуют:
- Батмановская средняя образовательная школа
- Батмановский детский сад
- 4 клуба
- 4 библиотеки
- офис врача общей практики
- отделение сестринского ухода
- 3 ФАПа
- ОПС села Батманы[4].

## Предприятия
- СПК (колхоз) имени 21 Партсъезда
- СПК (колхоз) «Дружба»
- ПСК (колхоз) имени А. М. Василевского
- ООО «Ивановопромшерсть»
- отделение Волжского ОСБ № 8578[4].

## Транспорт
По территории поселения проходит дорога межмуниципального значения Кинешма — Батманы — Шилекша.

## Храмы
На территории бывшей Никитской волости, центром которой было село Батманы, действовало четыре приходских храма:
- Храм Рождества Пресвятой Богородицы в селе Батманы, 1827—1869, пятиглавый с четырёхъярусной колокольней, в декоре соседствуют элементы классицизма и необарокко[19].
- Часовня Усекновения Главы Иоанна Предтечи (конец XIX века) в Батманах.
- Спасо-Преображенская церковь (1816—1836) в селе Спас-Берегово (ныне не существует).
- Церковь Казанской иконы Божией Матери (1818) в селе Филяй (ныне не существует, сохранилось только кладбище).
- Храм Вознесения Господня в Новопокровском 1896 года, эклектика с преимущественным использованием элементов русского стиля, колокольня монументальная столпообразная[20] (ныне не действует, сохранились храм и кладбище). В этом храме служил священником отец маршала А. М. Василевского.

- Храм Рождества Христова, Батманы
- Храм Вознесения Господня в Новопокровском